# Про повернення забути
«Про повернення забути» (рос. «О возвращении забыть») — молдовський радянський художній фільм 1985 року режисера Василе Брескану.

## Сюжет
Друга світова війна. У порту Данциг готується до виходу військовий транспорт «Тіроль», на борту якого добірні частини СС і сімдесят морських екіпажів. Командир радянського підводного човна «С-31», що має серйозне пошкодження, отримує завдання виявити і атакувати транспорт противника…

## У ролях
- Олександр Філіппенко
- Андрій Гриневич
- Геннадій Чулков
- В'ячеслав Мадан
- Олександр Пашутін
- Сергій Балабанов
- Олександр Сирин
- Ігор Комаров
- Віктор Терехов
- Геннадій Сайфулін
- Владас Багдонас
- Маргус Туулінг
- Улдіс Лієлдіджс
- Володимир Поболь
- Рамунас Абукявічюс
- Аурімас Бабкаускас

## Творча група
- Сценарій: Олександр Молдавський
- Режисер: Василе Брескану
- Оператор: Іван Поздняков
- Композитор: Валерій Логінов